# Gwynne Evans
Gwynne Evans (St. Louis, 3 settembre 1880 – St. Louis, 12 gennaio 1965) è stato un pallanuotista e nuotatore statunitense.

## Carriera
Partecipò alle gare di nuoto e di pallanuoto della III Olimpiade di St. Louis del 1904 e vinse due medaglie di bronzo. 
Arrivò terzo, con il Missouri Athletic Club, nel torneo di pallanuoto, venendo battuti in semifinale dai New York Athletic Club per 5-0. Sempre con il Missouri Athletic Club, prese parte anche alla gara della staffetta 4x50 iarde stile libero, dove arrivarono terzi in finale.

## Palmarès

### Pallanuoto
- Bronzo ai Giochi olimpici di Saint Louis 1904

### Nuoto
- Bronzo ai Giochi olimpici di Saint Louis 1904 nella staffetta 4x50 iarde stile libero